# Montoir-de-Bretagne
Montoir-de-Bretagne (bretonisch: Mouster-al-Loc’h) ist eine französische Gemeinde mit 7289 Einwohnern (Stand: 1. Januar 2022) im Département Loire-Atlantique in der Region Pays de la Loire. Montoir-de-Bretagne gehört zum Arrondissement Saint-Nazaire und zum Kanton Saint-Nazaire-2. Die Einwohner werden Montoirins genannt.

## Geographie
Montoir-de-Bretagne liegt am nördlichen Ufer der Loire in der Landschaft Brière im Regionalen Naturpark Brière. Umgeben wird Montoir-de-Bretagne von den Nachbargemeinden Saint-Malo-de-Guersac im Norden, Donges im Osten, Corsept im Süden auf der anderen Seite der Loire, Saint-Nazaire im Westen und Trignac im Nordwesten.
In der Gemeinde liegen der Flughafen Saint-Nazaire-Montoir und ein Hafen zur Methangasanlandung. Durch Montoir-de-Bretagne führt die frühere Route nationale 771 (N 171) und die Bahnstrecke Tours–Saint-Nazaire. Hier endete die Bahnstrecke Sablé–Montoir-de-Bretagne und ein Ast der Chemins de fer du Morbihan.

## Bevölkerungsentwicklung

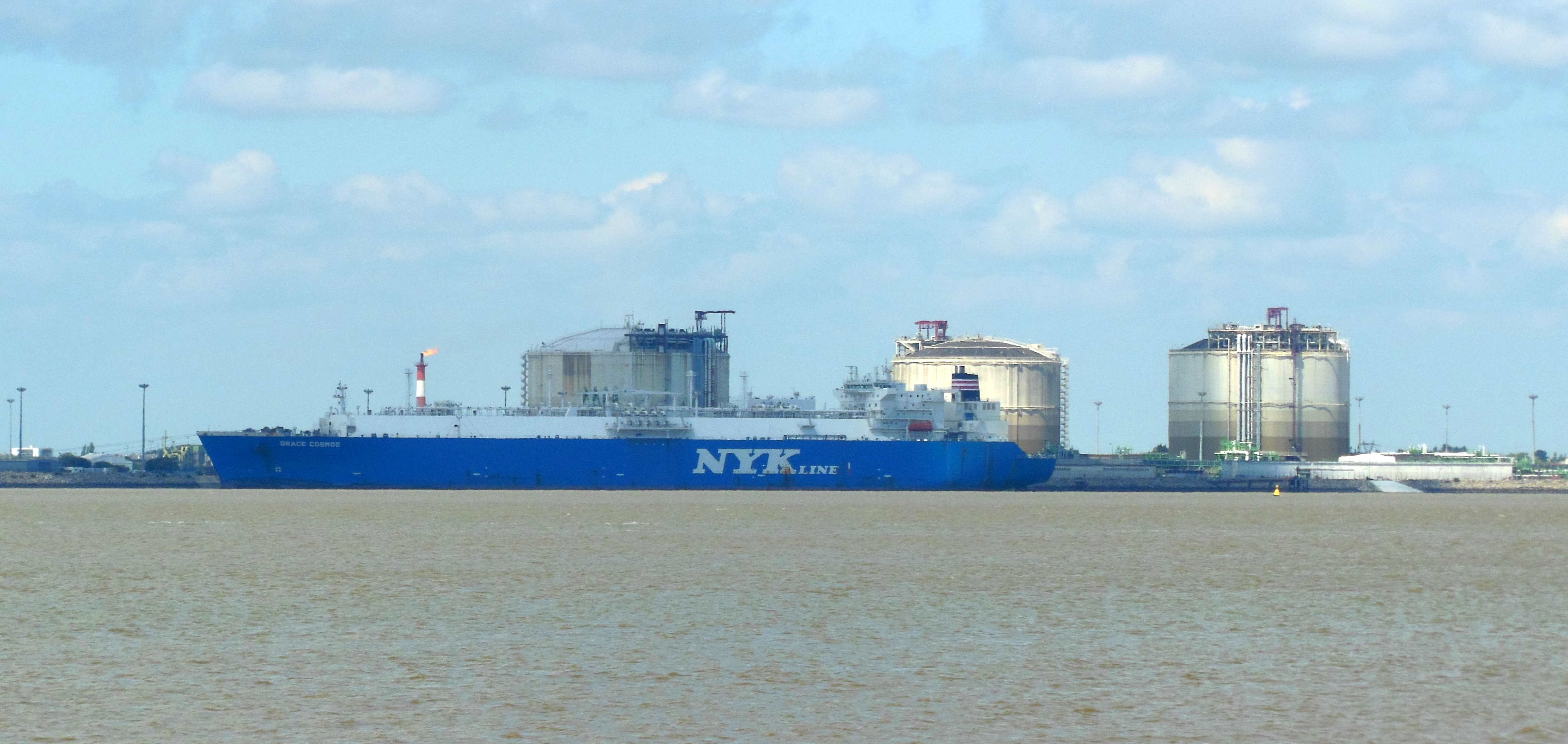
Flüssiggasterminal im Hafen von Montoir

| 1962                       | 1968 | 1975 | 1982 | 1990 | 1999 | 2006 | 2017 |
| -------------------------- | ---- | ---- | ---- | ---- | ---- | ---- | ---- |
| 4658                       | 5171 | 5352 | 5772 | 6585 | 6194 | 6310 | 7088 |
| Quellen: Cassini und INSEE |      |      |      |      |      |      |      |

## Gemeindepartnerschaften
Mit der deutschen Gemeinde Ammersbek in Schleswig-Holstein besteht seit 1986 eine Partnerschaft. Freundschaftliche Beziehungen werden darüber hinaus mit der senegalesischen Gemeinde Fatick gepflegt.

## Sehenswürdigkeiten
- Schloss (1320)